# Sámara (Costa Rica)
Sámara es el quinto distrito del cantón de Nicoya, en la provincia de Guanacaste, de Costa Rica.
Posee una pequeña población turística del mismo nombre en la costa del Pacífico Norte costarricense. Es, a su vez, uno de los sitios de veraneo más importantes de la península de Nicoya y un punto de referencia en la provincia de Guanacaste.

## Historia
Sámara fue creado el 26 de noviembre de 1971 por medio de Decreto Ejecutivo 2075-G. Segregado de Nicoya.

## Ubicación
Sámara se conecta a Nicoya por carretera (36 km de distancia), la cual continúa hasta Puerto Carrillo, a unos 5 km y donde se encuentra la pista de aterrizaje para vuelos desde San José.

## Geografía
Sámara cuenta con un área de 109,36 km² y una altitud media de 3 m s. n. m.

### Litorales
Dispone de una extensa playa de arenas blancas cuya imagen es coronada por la isla Chora, a pocos kilómetros de la costa, y con un oleaje que la hace apta para diversos deportes acuáticos. 

## Demografía
Para el año 2022, Sámara cuenta con una población estimada de 3536 habitantes, y para el último censo efectuado, en 2011, Sámara contaba con una población de 3512 habitantes.

## Localidades
- Barrios: De Izquierda a derecha, Cangrejal, Cantarana, Lo grillos, El canto del Gavilan, Matapalo, El Torito, Pueblo Nuevo del Torito.
- Poblados cercanos: Bajo Escondido, Barco Quebrado, Buenavista, Buenos Aires, Cambutes, Cangrejal, Cantarrana, Chinampas, Esterones, Galilea, Palmar, Panamá, Pavones, Playa Buenavista, Primavera, Pueblo Nuevo, San Fernando, Santo Domingo, Taranta, Terciopelo, Torito.

## Economía
El lugar es una amalgama entre naturaleza costera y todas las facilidades necesarias de un centro vacacional, entre las que se encuentran una amplia gama de hoteles, restaurantes y bares.

## Transporte

### Carreteras
Al distrito lo atraviesan las siguientes rutas nacionales de carretera:
- Ruta nacional 150
- Ruta nacional 160
- Ruta nacional 934